# نخل لالمانت
نخل لالمانت (نام علمی: Butia lallemantii) نام یک گونه از سرده نخل‌های پرسان است.